# Alive III
Alive III ist das 1993 erschienene dritte Livealbum der US-amerikanischen Hard-Rock-Band Kiss.

## Entstehungsgeschichte

### Einordnung in den musikalischen Hintergrund
Die musikalische Bandgeschichte kennt mehrere klar getrennte Phasen. Kiss hatten von 1974 bis 1977 mit Kiss, Hotter than Hell, Dressed to Kill, Destroyer, Rock and Roll Over und Love Gun sechs Studioalben aufgenommen, die vergleichsweise konstant und ohne größere Abweichungen ihren typischen Hard Rock aufwiesen. In diese Zeit fielen zwei äußerst erfolgreiche Livealben, nämlich 1975 Alive! und 1977 Alive II. Insbesondere Alive! machte die Band schlagartig einem großen Publikum bekannt.
Nach einer vorübergehenden Hinwendung zur Popmusik mit den Alben Dynasty und Unmasked, hatte die Gruppe 1981 den Versuch unternommen, mit dem Konzeptalbum Music from the Elder aus einer Krise zu finden, was jedoch scheiterte. Erst 1982 erfolgte mit dem Album Creatures of the Night die Rückkehr zum Hardrock. In den folgenden Jahren brachte die Band sechs weitere Alben heraus.
Waren die ersten beiden Live-Alben noch in der Originalbesetzung der Band entstanden, so fasste Alive III im Wesentlichen das musikalische Schaffen der Gruppe nach der Trennung von Peter Criss (1980) und Ace Frehley (1982) zusammen. Wie schon Alive II bildet auch Alive III den Abschluss einer Schaffensphase. Das nächste Studioalbum Carnival of Souls wurde wegen der zwischenzeitlichen Reunion der Kiss-Originalbesetzung erst verspätet (1997) und nur halbherzig vermarktet. Psycho Circus (1998) wurde wieder im Namen der vier Gründungsmitglieder veröffentlicht.

### Entstehung und Ergebnis
Für Alive III wurden mehrere Konzerte der Revenge-Tour aufgezeichnet: Nachdem er die Shows in Nashville und St. Louis besucht hatte, nahm Produzent Eddie Kramer die Auftritte am 27. November 1992 in Detroit, am 28. November in Cleveland und am 29. November in Indianapolis für eine mögliche Verwendung für das Livealbum auf.
Im Januar 1993 begannen die Arbeiten für die Zusammenstellung des Albums: Kramer fügte für den europäischen Markt eine Aufnahme des Titels I Was Made for Lovin’ You hinzu, die während eines Soundchecks auf der Minitour in Großbritannien im Mai 1992 entstanden war. Später wurden Publikumsgeräusche hinzugefügt, um die Aufnahme für das Album anzupassen. Ebenso wurde mit I Still Love You verfahren; beide Songs waren auf der Tournee, deren Konzerte für das Album aufgezeichnet worden waren, nie gespielt worden.
Alive III wurde am 16. Mai 1993 veröffentlicht. In Europa erschien I Was Made For Lovin’ You als Singleauskopplung.

### Tour-Video
Ein Videofilm zur Revenge-Tour erschien am 20. Juli 1993 unter dem Namen Konfidential als VHS-Kaufkassette mit einer Laufzeit von 88 Minuten. Der Videofilm war bereits Begleitvideo zum Livealbum Alive III. Er enthielt neben den neuen Revenge-Stücken auch Videomaterial älterer Songs aus den 1970er-Jahren sowie Mitschnitte unterschiedlicher öffentlicher Auftritte und Backstage-Interviews. Ein wesentlicher Bestandteil waren in Interviewform geschilderte Erinnerungen der Musiker über die Bandgeschichte. Die Live-Aufnahmen der Revenge-Tour stammten aus einer Show am 27. November 1992 in Auburn Hills (Michigan).
Erst 2004 erschien Konfidential auf einer DVD. Die Titelliste bestand aus 16 Stücken: Creatures of the Night, Deuce, I Just Wanna, Unholy, Heaven’s On Fire, 100,000 Years (1976), Nothin’ To Lose (1975), Hotter Than Hell (1976), Let Me Go Rock ’n’ Roll (1977), Domino, Lick It Up, Forever, Take It Off, I Love It Loud und God Gave Rock ’n’ Roll To You II.
2007 wurde die DVD-Box „Kissology Vol. 3 1992-2000“ veröffentlicht. Sie enthielt unter anderem die Videoaufzeichnung des Konzerts vom 27. November 1992, als Kiss im Rahmen der Revenge-Tour in Detroit spielten. Es ist dasselbe Konzert, das auch für das Livealbum Alive III aufgezeichnet wurde, und es umfasst die Titel Creatures of the Night, Deuce, I Just Wanna, Unholy, Parasite, Heaven’s On Fire, Domino, Watchin' You, War Machine, Rock and Roll All Nite, Lick It Up, Take It Off, I Love It Loud, Detroit Rock City, God Gave Rock ’n’ Roll To You II, Love Gun und Star Spangled Banner.

## Titelliste
1. 4:40 – Creatures of the Night
2. 3:42 – Deuce
3. 4:21 – I Just Wanna
4. 3:34 – Unholy
5. 4:02 – Heaven’s on Fire
6. 3:35 – Watchin’ You
7. 3:47 – Domino
8. 4:31 – I Was Made for Lovin’ You
9. 6:04 – I Still Love You
10. 3:33 – Rock and Roll All Nite
11. 4:18 – Lick It Up
12. 4:20 – Forever
13. 5:38 – Take It Off
14. 3:40 – I Love It Loud
15. 5:11 – Detroit Rock City
16. 5:21 – God Gave Rock ’n’ Roll to You II
17. 2:38 – Star Spangled Banner